# Heliotropium floridum
Heliotropium floridum är en strävbladig växtart som först beskrevs av A. Dc., och fick sitt nu gällande namn av Dominique Clos. Heliotropium floridum ingår i Heliotropsläktet som ingår i familjen strävbladiga växter. Inga underarter finns listade i Catalogue of Life.